# Erkki-Sven Tüür
Erkki-Sven Tüür (Kärdla, 16 ottobre 1959) è un compositore estone.
Dopo aver seguito gli studi alla Tallinn Academy of Music e dopo aver studiato con Lepo Sumera, nel 1984 diviene bandleader di un gruppo rock, In Spe, che diventerà nel giro di pochi anni uno dei più famosi in Estonia. 
Con l'avvento della Perestrojka, si trasferisce presto all'estero, dove comincia a lavorare per la Helsingin kaupunginorkesteri (l'orchestra filarmonica di Helsinki), per il quartetto Hilliard Ensemble e per la City of Birmingham Symphony Orchestra.
In Estonia è stato premiato 2 volte, nel 1991 e nel 1996 con il Premio culturale d'Estonia.

## Opere principali
- Ardor
- Dedication
- Oxymoron
- Symfonie nr. 4
- The Path and the Traces